# Григулевич Йосип Ромуальдович
Йосип Ромуальдович Григулевич (литовський варіант — Юозас Григулявичус (лит. Juozas Grigulevičius); псевдоніми: Артур, Макс, Мігель, Юзик, Падре, Феліпе; літературний псевдонім: І. Лаврецький; 5 травня 1913, Вільно, Російська імперія — 2 червня 1988, Москва, СРСР) — радянський розвідник-нелегал, згодом вчений-латиноамериканіст: фахівець з етнографії та історії країн Латинської Америки, історії католицької церкви в Латинській Америці та інституту папства, діяч атеїстичної пропаганди. Дослідник нетрадиційних релігій і культів. Доктор історичних наук (1965), член-кореспондент АН СРСР (1979).

## Ранні роки
Народився 5 травня 1913 в сім'ї Ромуальда Григулевича і Надії Лаврецької, литовських караїмів, у Вільні (нині Вільнюс) Російської імперії.
У 1926 році, будучи учнем гімназії в Паневежисі (Литва), зайнявся підпільною комуністичною пропагандою. У 1930 році вступив у Комуністичну партію Польщі. У грудні 1931 року був заарештований у Вільні. У травні 1933 року відбувся судовий процес у справі нелегальної організації КП Західної Білорусії, в яку входив Григулевич. У серпні Григулевич був висланий з Польщі, і в жовтні поступив на навчання до Вищої школи соціальних наук при університеті Сорбонни.
Від 1933 року працював у МОДРі Франції. У серпні 1934 по лінії Комінтерну спрямований до Буенос-Айреса, від 1935 року працював у МОДРі Аргентини.

### Громадянська війна в Іспанії
У травні 1937 року — керівник радянської розвідки ІНО НКВС Слуцький відправляє групу агентів, в тому числі Григулевича, в Барселону для придушення збройного виступу POUM.
20 червня група під керівництвом резидента НКВС в Іспанії А. М. Орлова, за участю Григулевича, викрадає з в'язниці і через два дні таємно вбиває лідера POUM Андреса Ніна.
У жовтні 1937 року працював в Іспанії на посаді перекладача резидентури іноземного відділу НКВС. Бере участь у бойових діях на боці республіканців, знайомиться з мексиканським художником комуністом-сталіністом Давидом Сікейросом. Незабаром був відправлений до Москви для навчання на спецкурсах НКВС.

#### Замах на Троцького
- Квітень 1938 — направлений в США під псевдонімом «Феліпе».
- Травень 1938 — направлений в Мексику для організації вбивства Л. Д. Троцького.
- Листопад 1939 — викликаний у Москву для звіту про хід операції по Троцькому.
- Лютий 1940 — повернення в Мексику.
- 24 травня 1940 — організував збройний напад на будинок Троцького в м. Койоакан. Групу грабіжників очолив мексиканський художник Сікейрос. Замах скінчився невдачею — Троцький залишився живий. Григулевичу і його майбутній дружині допоміг втекти від мексиканської поліції Пабло Неруда, тоді генеральний консул Чилі в Мехіко.
- Липень 1940 — від'їзд з Мексики в США.

#### Робота в країнах Латинської Америки
- 24 грудня 1940 — повернувся до Аргентини.
- 6 червня — указом Президії Верховної Ради СРСР нагороджений орденом Червоної Зірки.
- Червень 1941 — призначений резидентом в Південній Америці. Займався створенням агентурної мережі ІНО НКВС в Аргентині, Чилі, Уругваї і Бразилії. Формував антифашистські диверсійні групи в нейтральній Аргентині («Д-група»).
- 1941-43 — організовує диверсії на кораблях, що постачають стратегічні матеріали до нацистської Німеччини (через Іспанію і Португалію).
- 1943 — резидентура НКВС зазнає великого тиску з боку поліцейських органів і спецслужб Аргентини. Григулевич вживає заходів по реорганізації мережі.
- Липень 1944 — згортання роботи резидентури в Аргентині.
- 29 жовтня 1944 — арешт багатьох учасників «Д-групи». Григулевич їде в Монтевідео. Перекидання архіву резидентури з Аргентини в Уругвай.
- Серпень-вересень 1945 — перебрався до Бразилії під іменем Теодоро Б. Кастро, громадянина Коста-Рики.
- 1946 — бразильський етап підготовки для закидання в Європу.
- Листопад 1947 — переїзд з Ріо-де-Жанейро в Москву після розриву радянсько-бразильських відносин.
- 1948 — навчання на курсах нелегалів в Москві. Підготовка легенди для роботи в Європі.

### Робота в Італії

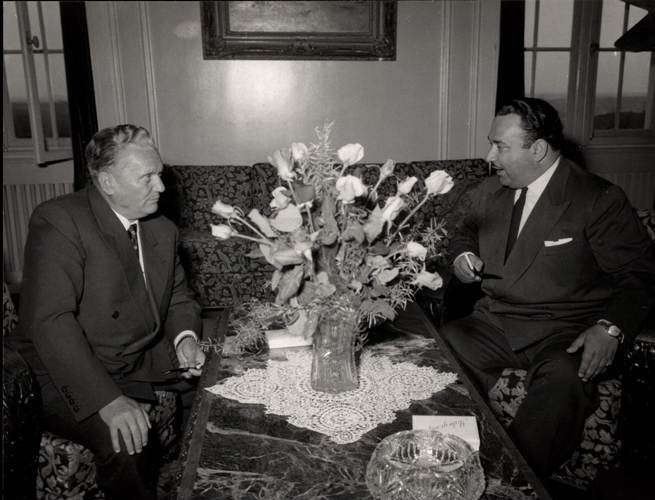

- 1949 — як резидент (псевдонім «Макс») відряджається в Італію.
- 1950 — налагодження імпортно-експортного «даху» в Італії.
- 1951 — активна дипломатична і розвідувальна робота в Італії.
- 14 травня 1952 — посол Коста-Рики Теодоро Б. Кастро (він же Й. Р. Григулевич) вручив вірчі грамоти президенту Італії. За сумісництвом посол — радянський розвідник представляв Коста-Рику при папському престолі у Ватикані і в Югославії. «Це було найвище досягнення радянської нелегальної розвідки», — зазначав Олег Гордієвський[7]. За наказом Сталіна готував замах на Тіто.
- Листопад 1953 — повернення в Москву. У Римі раптове зникнення костариканського посла разом з його дружиною та дочкою створило переполох, і чутки про залучення мафії.
- 1954—1955 — навчання у Вищій партійній школі.
- 1956 — Григулевич виведений з резерву нелегальної розвідки і направлений на роботу у Всесоюзне товариство культурних зв'язків із зарубіжними країнами.
- У 1970-ті роки за поданням голови КДБ СРСР Ю. В. Андропова нагороджений Орденом Червоного Прапора.

## Наукова кар'єра
Під своїм ім'ям, а також псевдонімами В. Р. Лаврецький і В. Р. Григулевич-Лаврецький писав праці з історії країн Латинської Америки, біографії знаменитих людей (Болівар, Панчо Вілья, Міранда, Хуарес, Че Гевара, Альєнде, Сікейрос). Сумарний тираж книг Лаврецького, виданих лише в серії «Жизнь замечательных людей», становить 980 000 примірників.
Автор понад 30 наукових і науково-популярних книг, а також понад 400 других робіт, з історії Римо-католицької церкви, написаних як з позицій атеїзму і історичного матеріалізму, так і з урахуванням немарксистського зарубіжного досвіду. Один з авторів «Атеїстичного словника».
В 1957 році вийшла перша наукова монографія В. Р. Григулевича «Ватикан. Релігія, фінанси і політика», яку автор захистив як кандидатську дисертацію з історії.
У 1960 році перейшов на роботу в Інститут етнографії АН СРСР (сектор Америки, Австралії і Океанії) на посаді старшого наукового співробітника. У 1961 році брав участь у створенні Інституту Латинської Америки; в 1965 році захистив докторську дисертацію по темі «Культурна революція на Кубі».
З 1970 року обіймав посаду завідувача відділу — керівника сектору з вивчення зарубіжної етнографії (в 1982 році перетворено в сектор релігієзнавства та зарубіжної етнографії). Головний редактор журналу «Суспільні науки» (1976—1987).
15 березня 1979 року обраний членом-кореспондентом АН СРСР по Відділенню історії (загальна історія, в тому числі сходознавство), пізніше балотувався і в академіки.
2 червня 1988 року помер. Похований на Донському кладовищі в Москві.

## Родина
- Дружина — мексиканка Лаура Агиляр Араухо (1916—1997)[14], з якою він познайомився, ховаючись після невдалого замаху на Троцького. В подальшому супроводжувала його при переїздах до Аргентини, Італії та Москви.
  - Дочка — Григулевич Надія Йосипівна — етнолог, кандидат історичних наук, старший науковий співробітник сектора етнічної екології ІЕА РАН.